# 房景先
房景先（476年—518年），字光胄，祖籍清河郡绎幕县（今山东省平原县西北），南北朝北魏学者、官员。
高祖父房諶避乱东渡黄河，移住齐州東清河郡繹幕县（今山东省淄博市博山区）。祖父房元庆，为南朝宋官员、被沈文秀殺害。其父房爱亲归顺北魏，長兄房景伯（字長暉），三弟房景遠（字叔遐）。房景先幼年丧父，家境贫寒，没有拜师求学的财力，因此由母亲传授《毛诗》和《礼记・曲礼篇》。房景先十二岁时，向母亲请求说：“为什么要用哥哥做佣人的工钱为我花费呢？请给我能干活的衣服，之后我再开始学习。” 母亲怜爱他年纪尚小，没有答应。由于房景先反复恳求，母亲最终同意了。他白天砍柴割草，夜晚朗读经史典籍，逐渐精通学问。北魏太和年间，房景先被郡府征召担任功曹。后被州里推举为秀才，初任官职为太学博士。经侍中崔光推荐，兼任著作佐郎、修国史。不久后，被任命为司徒祭酒、员外郎。侍中穆绍上奏，让房景先编纂《世宗起居注》。他还曾任步兵校尉、领尚书郎、齐州中正。神龟元年（518年），南朝梁的龙骧将军田申能占据东义阳城归降北魏，房景先奉魏孝明帝之命担任行台，调发二荆的兵力前去接应。他在军中患病，返回洛阳，同年在家中去世，享年四十三岁。被追赠持节、冠军将军、洛州刺史，谥号文。其子房延祐，東魏武定末年担任太子家令。